# 宗杞
宗杞，元朝大都（今北京市）人。
宗杞十九岁时，父亲内宰去世，他捶胸顿足号泣，绝倒复苏，三天水浆不入口。哀痛之气伤心，于是生病。伏卧床上，还是痛哭不止，泪尽，又开始哭血。安葬后，他的病又严重了。宗杞有继母，没有其他兄弟，他估计不能病好了，于是写遗书叮嘱其妻杨氏：“你好好守节，来事奉吾母。”于是去世。杨氏生下一遗腹子，人以为孝感动天，不绝其嗣。泰定三年（1326年），旌表其门。